# إبراهيم اليوسف (لاعب كرة قدم)
إبراهيم عبد الله اليوسف (مواليد 1954 , محافظة الدرعية) حارس المنتخب السعودي وكابتن نادي الهلال السعودي سابق، ألتحق لأشبال نادي الهلال من عام 1966 , حقق بطولة الدوري 1977 وبطولة الدوري 1979 , كأس الملك 1980 , اعتزال لاعباً 1985 , كما مثل الفريق الهلال إدارياً في عهد رئاسة الأمير عبدالرحمن بن مساعد إلا ان التجربة لم تدم طولياَ وقدم استقالته منها.

## الانضمام للنادي الهلال
عند البدايات مثل أي لاعب رياضي كانت في الحارة والمدراسة وبعدها التحق بأشبال نادي الهلال عام 1385 هجرية، والذي ساعد في ذلك قرب مقر نادي الهلال من المنزل وبالإضافة إلى حبه للكيان وتعلق فيه.